# Динамит брас бенд
Оркестър „Динамит брас бенд“ е комбо формация. Създадена през 1981 г.
В края на 1981 г. целият оркестър, без диригента Димитър Симеонов, напускат щатната работа в СГНС и заминават на работа из увеселителните заведения на Скандинавието и Швейцария под името „Динамит брас бенд“, с ръководител Георги Борисов. Участва в програмата на различните джаз-срещи. След завръщането си в България, при някои от изявите си в края на 80-те и началото на 90-те, се представят и като оркестър „София“ или „София-Динамит брас бенд“. В състава му се включва руския джазмен Костя Hосов, който обаче умира от сърдечен удар през юли 1984 година.

## Солисти
- Пени Лейн ( Великобритания)
- Джо Логън ( Ирландия)
- Лавел ( САЩ)
- Уилма Ридинг ( Австралия)
- Лили Иванова
- Катя Филипова
- Камелия Тодорова
- Вили Кавалджиев
- Кичка Бодурова
- Орлин Горанов
- Петя Буюклиева
- Тодор Колев

и почти всички български певци, които продължават да пеят на живо с оркестър.

## Музиканти

### Основатели
- Георги Борисов – тромбон, лидер
- Константин Носов – СССР – тромпет (до 1984)
- Генчо Въртовски – тромпет
- Венко Захариев – саксофон
- Тодор Карапетков – пиано
- Николай Белев – китара
- Крум Захариев – бас китара
- Крум Калъчев (Бузата) – барабанист

В „Динамит брас бенд“ през годините свирят много известни музиканти:

### Брас секция

#### Тромпетисти
- Любомир Оджаков
- Атанас Шахов
- Кирил Влъчков
- Роберт Торнев
- Стойко Раднев (до 1997)
- Александър Гатев (до 1997)

#### Саксофонисти
- Михаил Михайлов
- Дечо Делчев
- Росен Иванов (до 1997)

### Ритъм секция

#### Китаристи
- Иван Hиколов
- Евгени Кушинчанов
- Стефан Стойков

#### Пианисти
- Иван Платов
- Боян Динев
- Ясен Обретенов (до 1997)

#### Басисти
- Александър Петрунов
- Митко Гидишки (до 1997)

#### Барабанисти
- Краси Каменов
- Васко Василев (до 1997)

Оркестърът съпровожда в студийните записи и концертите Тодор Колев (албума „Немам нерви“, – 1991 г.) и са част от телевизионните шоута „Как ще ти стигнем... с Тодор Колев“ и „Вход свободен“.
В края на съществуването си приемат името „Георги Борисов брас бенд“. От 1982 до 1984 г. на щат в оркестъра се води групата на Лили Иванова.
Една от най-престижите му изяви е съвместият концерт с Биг бенда на Глен Милър в Швейцария през 1982 г.

## Дискография

### Студийни албуми
| Година | Албум                   | Вид  | Издател   | Издателски номер |
| ------ | ----------------------- | ---- | --------- | ---------------- |
| 1991   | „Пустинна буря“         | (LP) | Балкантон | ВТА 12725        |
| 1983   | „Почит към Дюк Елигтън“ | (LP) | Балкантон | ВТА 11460        |
| 1983   | „Среднощен коктейл“     | (LP) | Балкантон | ВТА 11114        |